# ويكيبيديا الزازاكية
ويكيبيديا الزازاكية (الزازاكية:Wikipediyay Zazaki) هي النسخة الزازاكية من موسوعة ويكيبيديا.

## الإحصائيات
| عدد المستخدمين المسجلين | عدد المستخدمين النشيطين | عدد المقالات | صفحات المحتوى | عدد التعديلات | عدد الملفات المرفوعة | عدد الإداريين |
| ----------------------- | ----------------------- | ------------ | ------------- | ------------- | -------------------- | ------------- |
| 30٬531                  | 35                      | 42٬302       | 63٬747        | 534٬871       | 193                  | 3             |

## التقدم
- أبريل 2006 - أنشئت المقالة رقم 100.
- أكتوبر 2007 - أنشئت المقالة رقم 1000.[2]
- مارس 2015 - أنشئت المقالة رقم 5000.[3]